# Aleksandr Sztejngart
Aleksandr Matwiejewicz Sztejngart (ros. Александр Матвеевич Штейнгарт, ur. 3 maja 1887 w Odessie, zm. 19 lutego 1934 w Moskwie) – radziecki polityk, działacz partyjny.
Urodzony w żydowskiej rodzinie robotniczej, 1913 wstąpił do SDPRR(b), 1914-1918 służył w rosyjskiej armii, później żołnierz Armii Czerwonej i uczestnik wojny domowej w Rosji. 1921-1925 szef Wydziału Organizacyjnego Zarządu Politycznego Armii Czerwonej, 1930-1932 członek Kolegium Ludowego Komisariatu Rolnictwa RFSRR, 1933-1934 zastępca szefa Zarządu Politycznego Stanicy Maszynowo-Traktorowej Ludowego Komisariatu Rolnictwa ZSRR i kierownik Północnokaukskiego Krajowego Zarządu Rolnictwa ZSRR, w styczniu 1934 I sekretarz Biura Organizacyjnego KC WKP(b) na Kraj Saratowski, od stycznia do 19 lutego 1934 I sekretarz Saratowskiego Krajowego Komitetu WKP(b), 10 lutego 1934 wybrany zastępcą członka KC WKP(b), jednak 9 dni później zmarł. Pochowany na Cmentarzu przy Murze Kremlowskim na Placu Czerwonym.